# Patricia Franklin
| Patricia Franklin                         | Patricia Franklin                                                                                  |
| Kattints az alábbi külső linkek egyikére! | Kattints az alábbi külső linkek egyikére!                                                          |
| ----------------------------------------- | -------------------------------------------------------------------------------------------------- |
| Nem található szabad kép.(?)              | |
| külső link · jogvédett                    | Pamela Mercer szerepében az „A Story to Frighten the Children” c- tévészínházi produkcióban (1976) |

Patricia Franklin (East Finchley, London, Egyesült Királyság, 1942. szeptember 11. – ) brit (angol) színpadi, film- és televíziós színésznő, komika. Legismertebb filmszerepeit a Folytassa-sorozat filmjeiben és a Cornetto Három Íze-trilógiában játszotta.

## Élete

### Származása, tanulmányai
London East Finchley kerületében született. Szülei rendszeresen elvitték magukkal a közeli amatőr színházba. A Mountview Academy of Theatre Arts színiiskola drámai osztályába járt. Kisebb színpadi szerepek után elvégezte a Royal Academy of Dramatic Art (RADA) színiakadémiát.

### Színészi pályája
A RADA elvégzése után első televíziós szerepe az 1967-es Végre itt az 1948-as show c. tévéműsor egyik epizódjának műsorvezetője volt. Ezután hosszú ideig a londoni West End színházaiban szerepelt, Joan Sims-szel és Peter Butterworth-szal együtt, akik ekkor már a Folytassa-sorozat rendszeres szereplői voltak. Peter Rogers, a sorozat producere, megnézte egyik előadásukat, és mellékszerepet ajánlott Franklinnek a következő Folytassa-filmben. Első sorozatbeli szerepét, egy farmer (várandós) leányát a Folytassa a kempingezést!-ben alakította (1969), rögeszmésen gyanakvó apját Derek Francis játszotta, aki Charles Hawtrey-t és Terry Scottot is meggyanúsítja apasággal.
Az első szerep sikere nyomán helyet kapott volna a következő filmben, a Folytassa újra, doktor!-ban is, de ezt lemondta, mert a Royal Court Theatre színpadán Edward Bond Saved c. darabjában kapott főszerepet. 1970-ben megjelent a Folytassa a szerelmet! c. filmben, mint férjének, Bill Maynardnak alkalmatlan feleség, aki alkalmatlan házassági tanácsadóhoz, Kenneth Williamshez fordul segítségért. A Házi áldás c. filmvígjátékban a bolhapiacon veszekedett Diana Couplanddel és Patsy Rowlandsszel. Legjobb Folytassa-szerepét a Folytassák, lányok!-ban adta (1973), mint a feminista Women’s Lib mozgalom radikális, férfiruhába öltözött aktivistája, aki segít elszabotálni a kéjsóvár Sidney James által szervezett női szépségversenyt.
1974-ben szerepelt Alan Bridges rendező Késői találkozás c. filmdrámájában, majd 1975-ben Folytassa az ásatást! című vígjátékban, ahol Jack Douglas zsémbes feleségét játszotta, aki Liz Fraserrel együtt in flagranti kapja férjét egy lengén öltözött leányzóval. 1976-ban szerepelt The Sweeney tévésorozat egyik epizódjában, és megkapta utolsó szerepét a már hanyatló Folytassa-sorozatban: egy harcias tábori szakácsnőt, a Folytassa Angliában! című vígjátékban.
Több tévéfilmben, tévésorozatban szerepelt, megjelent A néma szemtanú (1996) és The Bill című sikeres bűnügyi sorozatok több epizódjában (1990-1998). Leányának, Charlotte-nak a 2000-es évek elején viszonya volt Edgar Wright filmrendező-producerrel, így Patricia helyet kapott a Cornetto Három Íze-trilógia mindhárom filmjében, a Haláli hullák hajnalában (2004), a Vaskabátokban (2007) és a Világvégében (2013). Azóta is folyamatosan dolgozik, 2020-ban szerepelt Az elmeorvos tévésorozat két epizódjában, és A Jangle család karácsonya című családi filmben is.

### Magánélete
Patricia Franklin férje Frank Hatherley ausztrál drámaíró. Három leányuk született, a legidősebb Abigail Hatherley filmkészítő, a második Beatrice Hatherley zenei és szoftver vállalkozó, legfiatalabb leányuk Charlotte Hatherley (1979) gitáros, zeneszerző, előadóművész.

## Főbb filmszerepei
- 1948: Végre itt az 1948-as show (At Last The 1948 Show), tévésorozat, háziasszony
- 1969: Folytassa a kempingezést! (Carry On Camping), a farmer leánya
- 1970: Folytassa a szerelmet! (Carry On Loving), Mrs. Dreery
- 1972: Házi áldás (Bless This House), Mary
- 1973: Folytassák, lányok! (Carry On Girls), Rosemary
- 1974: Seven Faces of Woman, tévésorozat, Betty
- 1974: Késői találkozás (Brief Encounter), tévéfilm, Beryl Walters
- 1975: Folytassa az ásatást! (Carry on Behind), Vera Bragg
- 1976: Robin Hood kalandjai, tévé-minisorozat, priornő
- 1974–1976: Play for Today, tévészínház-sorozat; Pamela Mercer / Sally
- 1976: The Sweeney, tévésorozat, Mrs. Perraut
- 1976: Folytassa Angliában! (Carry on England), Cook tizedes
- 1996: A néma szemtanú (Silent Witness), tévésorozat, nő a temetőben
- 1990–1998: The Bill, tévésorozat, Mrs. King / kávéház-tulajdonos / Mrs. Gibson / ...
- 2004: Haláli hullák hajnala (Haláli hullák hajnala), vénkisasszony
- 2007: Vaskabátok (Hot Fuzz), Annette Roper
- 2013: Világvége (The World’s End), a felső kaptárban lakó hölgy
- 2020: Az elmeorvos (The Alienist), técésorozat ), Margery
- 2020: A Jangle család karácsonya (Jingle Jangle: A Christmas Journey), bolhapiaci vevő

## További információ
- Patricia Franklin az Internetes Szinkronadatbázisban (magyarul)
- Patricia Franklin az Internet Movie Database-ben (angolul)
- Patricia Franklin a Rotten Tomatoeson (angolul)
- Patricia Franklin az AlloCiné weboldalán (franciául)
- Patricia Franklin Profile. Famousfix.com. (Hozzáférés: 2023. január 18.)
- ↑ AndrewRoss:  Andrew Ross. Carry On Actors: The Complete Who’s Who of the Film Series (angol nyelven). Fantom Publishing (2015). ISBN 1-906358-95-8
- ↑ RobertRoss:  Robert Ross. The Carry On Companion. London: B.T. Batsford (2002). ISBN 0-7134-8771-2
- Carry On Line: Official Website of the Carry On films Archiválva 2021. január 25-i dátummal a Wayback Machine-ben